# 世論 (リップマン)
『世論』（よろん、原題：Public Opinion）は、1922年にアメリカのジャーナリスト、ウォルター・リップマンによって執筆された、世論についての著作である。

## 概要
1889年にユダヤ系移民の家庭に生まれたリップマンはハーバード大学を卒業し、当時著名なジャーナリストであったステファンズの助手となる。そして『エブリバディーズ・マガジン』での編集業務を通じて新聞記者としての能力を養った。1913年に『ニューリパブリック』の編集員になり、また『政治への序説』（A Preface to Politics）を執筆して著述活動を始めた。アメリカが参戦した第一次世界大戦において、リップマンは重要な政策業務に携わっている。1917年に専門委員会の主任連絡官となり、1918年にはドイツ政府に対する心理戦に従事する情報将校としてフランスへ渡った。また講和のための『十四か条』の原案作成にも参加しており、原案のうち8か条を執筆したが、和平は実現せずに『ニューリパブリック』へ戻ることになった。本書『世論』には、このような戦時中の勤務経験から得られた見解が盛り込まれている。

## 構成
- 第1部 序章
- 第2部 外界への接近
- 第3部 ステレオタイプ
- 第4部 さまざまの関心
- 第5部 共通意思の形成
- 第6部 民主主義のイメージ
- 第7部 新聞
- 第8部 情報の組織化

## 結論
人間の認識は現実環境を反映しながら思考で形成した疑似環境が存在することを論じている。擬似環境を参照しながら人間は自らの行動を形成するものであり、行動の結果は現実環境に影響する。つまり人間は現実環境、擬似環境、行動の三角形の中で活動するのである。リップマンはさらにこの三角関係を方向付ける固定観念の存在も指摘しており、これをステレオタイプと呼んだ。ステレオタイプは現実環境から擬似環境を形成する時に、事実を恣意的に選別することになる。リップマンはこのような問題を克服するためには、隠れた事実を表面化させて相互に関連付け、行動するために必要な現実的な擬似環境を構築する機能が必要だと考えていた。この機能をリップマンは真理の機能と強調しており、真理の機能は出来事が生じたことを知らせる合図であるニュースと補完しあう。